# 弄石縣
弄石縣，是明代交阯承宣布政使司太原府下轄的一個縣，治所約在今越南太原省境內。其境內有芃山（顧祖禹《讀史方輿紀要》說宂山在太原府西弄石縣境。有岩洞，可通行舟。或曰即金谿宂中也。），又有作芄山、究山，山下有岩洞，有水穿達洞中，可行舟。又有平浪山。其縣境內出產銀。

## 沿革
- 永樂五年（1407年）六月癸未置，屬太原直隸州領[6][7]。
- 永樂六年冬十月己卯，陞交阯太原州為太原府[8][9][10][11][12]。
- 永樂十七年三月癸亥，設弄石縣儒學[13]。